# Harmsia lepidota
Harmsia lepidota là một loài thực vật có hoa trong họ Cẩm quỳ. Loài này được (Vollesen) M. Jenny mô tả khoa học đầu tiên năm 1999.